# Göran Enberger
Gustav Göran Enberger, född 6 juni 1926 i Sundsvall, död 13 juni 1993 i Täby församling, Stockholms län, var en svensk tidningsman och presschef.
Enberger var medarbetare i Kalmar läns tidning, Örnsköldsviks-Posten och Norrlands-Posten, innan han 1957 kom till Söderhamns Tidning, för vilken han var chefredaktör 1959–1961. Han övergick därefter till Domänverkets informationssektion, där han stannade till pensioneringen. Han blev e.o. byrådirektör 1965 och sedermera presschef. I samarbete med Svenska Turistföreningen utgav han Hälsingland: en landskapsguide (Aldus 1970, reviderad upplaga 1972).